# Legisaktionenverfahren
Das Legisaktionenverfahren (lat.: legis actio: (von lege agere) „Vorgehen aus Gesetz/Recht“, Spruchformelklage, Legisaktionenprozess) stellte seit dem frühen republikanischen Recht in Rom die erste bekannte zivilprozessuale Verfahrensform dar (iudicium privatum). Der Prozess war strikt formalisiert und umfasste ein Handeln im Ritual und nach festen Spruchformeln.
Das römische Recht unterschied in der Zeit nicht zwischen Privatrecht und Zivilprozessrecht, weshalb mehrere Rechtsgebiete betroffen sein konnten. Weitestgehend war auch öffentliches Recht nicht abgrenzbar. Den antiken Quellen ist auch der kategoriale Grundbegriff des „Prozesses“ fremd, die Sichtweise auf das Prinzip der Rechtswahrnehmung leitete sich allein aus agere her, dies mit der Bedeutung „durch Wörter bezeichnen“.
Hauptquelle für das Verständnis der Verfahrensform der Legisaktionen ist der klassische Jurist Gaius mit seinem wegweisenden Werk, den Institutionen. Da die Legisaktionen zu seiner Zeit durch den Formularprozess bereits abgelöst waren, verglich er vorwiegend die Entwicklungsschritte der Modelle. Ein einheitliches Bild skizziert Sextus Pomponius, ebenfalls ein juristischer Klassiker, in seinem wichtigen Werk, dem Enchiriodion.

## Etymologie des Begriffs
Den aus lege agere beziehungsweise legis actio zusammengesetzten Begriff der Legisaktion leitete Gaius erkennbar bereits aus lex mit seiner Bedeutung „Gesetz“ her. Zum Verständnis der Rechtsfigur der Legisaktion, muss etymologisch allerdings etwas weiter in die Vergangenheit zurückgegriffen werden. Die Forschung hebt bei actio – der Begriff rührt aus dem Verb ago beziehungsweise aio her – auf die Wortbedeutung des „Sprechakts“ ab und nicht etwa auf „Klage“, was der üblichen Wortverwendung entspricht. Der Genitiv legis aus lex wird gemeinhin mit dem Begriff „Gesetz“ konnotiert, bedeutete ursprünglich aber „feierliche Spruchformel (mit juristischen Konsequenzen)“. Trotz seines juristischen Bezugs, lag die Bedeutung der Aussage legis actio, epischer anmutend, bei „durch die Spruchformel mit juristischen Folgen sprechen“.
Unter den skizzierten Voraussetzungen wird deutlich, dass die actiones ihrem Sinn und Zweck nach nicht allein auf die Inhalte des Streits im Prozess abstellten, ebenbürtig waren die sprachlichen Festlegungen, denn es war die exakte Wortfolge im Rahmen eines determinierten Rituals zu beachten. In diesem Sinne erlangen die altzivilen Rechtsfiguren für Vermögensverschiebungen (mancipatioes) oder für die Herrschaftsaufgabe im Akt der in iure cessio, schließlich auch für die manumissio von Sklaven eine über den prozessualen Rechtsakt im engeren Sinne hinausgehende Bedeutung. In den folgenden Ausführungen wird zum besseren Verständnis gleichwohl am Sprachgebrauch der Moderne festgehalten.

## Entwicklungsstufen des Zivilprozessverfahrens
In seiner ursprünglichen (vorrepublikanischen) Form wurde das Prozessverfahren – Prozess verstanden als Gruppe von antiken förmlichen Verfahren unter Aufsicht einer dem Privatmann mit Bürgerrecht übergeordneten Autorität – als einheitliches ausgetragen und fand unter Leitung eines Magistraten vor Geschworenen statt. Später, in der Zeit des Zwölftafelgesetzes, wurde es in zwei Verfahrensschritte aufgeteilt und der Begriff der legis actio eingeführt. Dem Gerichtsmagistraten oblag nunmehr nicht mehr der Prozess in seiner Gänze, er übte allein die Hoheit über das – allerdings wegweisende und damit entscheidende – Prozesseröffnungsverfahren aus. Der römische Prozesstyp wurde somit in zwei Verfahrensschritte aufgeteilt, einerseits in iure (prozessuale Festlegung), andererseits apud iudicem (Beweisführung und Urteil). 
Für das Eröffnungsverfahren formulierte der Magistrat den Prozessgegenstand, die iudicii quaestio, wobei er aus einem Bestand fertiger Begriffe schöpfte. Per Abgleich überprüfte er, inwieweit das Vorbringen der anwesenden Parteien einem der gewünschten Angriffs- beziehungsweise Verteidigungsmittel zugeordnet werden konnte. Der Träger der Rechtsprechung (iurisdictio) hatte dabei zu beachten, dass die Streiteinsetzung nur an bestimmten Kalendertagen, den dies fasti mit Kennzeichnung „F“, stattfinden durfte. Ausgangspunkt war der Kläger (actor). Er forderte im Regelfall den Beklagten (reus) dazu auf, ihm mit seinem Anliegen zum Gericht zu folgen (in ius vocatio). Verweigerte sich der Beklagte und stellte er auch keinen Dritten, der ihn von dieser Pflicht als Gestellungsbürge befreien hätte können, durfte Gewalt gegen ihn angewendet werden, damit der Beklagte bei Gericht vorgeführt werden konnte. Erkannte der Beklagte die Behauptungen des Klägers bei Gericht an, gleiches gilt für sein Bestreiten, traf der Träger der Jurisdiktionsgewalt seine Entscheidung und beendete den Verfahrensabschnitt in iure, indem er das Streitverfahren im zweiten Schritt apud iudicem zuließ.  
Der Beklagte war vor Gericht zwingend dazu aufgerufen, sich auf die Klage einzulassen (litis contestatio), er durfte aber auch seine Gegenrechte geltend machen. Richtigkeit und Widerspruchsfreiheit der jeweils behaupteten Tatsachen prüfte im zweiten Verfahrensschritt ein ehrenamtlicher Laienrichter (iudex) im Prozess (apud iudicem). Er ermittelte den Tatbestand (quaestio facti) und entschied den Rechtsstreit grundsätzlich. Rechtsstreitigkeiten endeten allerdings nicht zwingend mit einem Urteil oder einer sonstigen hoheitlichen Entscheidung. Sie konnten auch mit anderen Akten und mit anderen genau bestimmten Worten und feierlichen Handlungen verknüpft, zu Ende geführt werden (confessio in iure). Bestellt wurde der Prozessrichter vom Kläger. Ob die Verfahrenszweiteilung den Zweck hatte, die Magistrate lediglich in ihrem Aufwand zu entlasten, oder ob die Herkunft der in iure-Prozesse aus dem archaischen Prinzip der privaten Schiedsgerichtsverfahren herzuleiten sind, die später einer „staatlichen Kontrolle“ unterworfen wurden, liegt im Dunklen und ist in der modernen Literatur lebhaft umstritten. Mit der organisatorischen Verfahrenstrennung nahm jedenfalls die Unterscheidung in Rechts- und Tatsachenfragen ihren Anfang.
Als Gerichtsmagistraten fungierten zunächst Konsuln, ab 367 v. Chr. Prätoren. Sie überprüften, welche Rechtsquellen für die geltend gemachten Ansprüche einschlägig waren. Dafür kamen vornehmlich kodifiziertes Zwölftafelrecht und (ungeschriebenes) Gewohnheitsrecht in Betracht, Rechtsquellen, die dem  ius civile unterlagen. Nach modernem Verständnis handelte es sich am ehesten um eine Art von Zulässigkeitsprüfung, denn der Magistrat konnte den Prozess entsprechend der befundenen Voraussetzungen sowohl verweigern (actionem denegare) als auch gewähren (actionem dare). Ließ er den Prozess zu, hatte sich der Beklagte auf ihn einzulassen und daran mitzuwirken (Streitfestsetzung: litis contestatio). Für das festgelegte Prozessprogramm wählte der Magistrat sodann die Geschworenen aus und gab seinen Vorsitz bekannt, im Rahmen der späteren zweigeteilten Verfahrensformen, den des Richters aus der Richterliste. 
Das Anforderungsprofil des Prozessprogramms soll bereits bei den pontifices (Träger der Jurisdiktionsgewalt) entwickelt worden sein. Der ermächtigte Richter hatte strikte Anweisung, nach den vorgegebenen Prozessformeln (iudicia stricta) zu verhandeln. Seine Urteilskompetenz erschöpfte sich im Abgleich des geltend gemachten Anspruchs, gegebenenfalls nach Beweisaufnahme, mit der Prozessformel. Diese musste sich wiederfinden oder zumindest umschrieben sein. Der kleinste formale Fehler in der Wortfindung oder im Ritus, führte unwiederbringlich zum Verlust des Prozesses. Um zu einem Urteil kommen zu können, durfte er Beweis (probatio) erheben und Schätzungen (aestimationes) vornehmen. Im zweiten Fall fungierte der Richter als Schiedsrichter (arbiter). Der arbiter wurde auch eingesetzt, wenn technische Kompetenzen gefragt waren, beispielsweise in Angelegenheiten von Grenzbereinigungen oder Teilungen; dabei schöpfte er aus dem Fundus unbeschränkten Ermessenspielraums. Waren Erbrechtsfragen rechtshängig, waren die centumviri zur Verhandlung aufgerufen. Ging es um Freiheitsstreitigkeiten, wurde vor den decemviri stlitibus iudicandis verhandelt. Die Beteiligung von tresviri capitales an den ältesten Legisaktionsverfahren hingegen ist ungewiss.
Überliefert sind als klassische Spruchformelverfahren die Mancipation, zur Frage der verbindlichen Regelung von Eigentumsübertragungen und die Stipulation, die rechtsverbindliche förmliche Erklärungen zum Gegenstand hatte.

## Formen und Merkmale
Insgesamt sind fünf Formen des Legisaktionenverfahrens bekannt. Drei bezogen sich auf das Erkenntnisverfahren, zwei auf die Zwangsvollstreckung. Die drei legis actiones des Erkenntnisverfahrens waren dialogisch aufgebaut und zweigeteilt. Da nur der Kläger bei den anderen beiden Verfahren die Initiative ergriff, wurden sie in einem Satz durchverhandelt und erscheinen heute als Vollstreckungsverfahren. Einige der Klagetypen sind älter als die XII Tafeln, finden ihre Wurzeln in unvordenklicher Zeit.
Die älteste Legisaktion war die – vom Hochklassiker Gaius noch als actio generalis bezeichnete – legis actio sacramento. Von ihr gab es seit ältester Zeit zwei Spielarten, die legis actio sacramento in rem, bei der eine auf Herausgabe gerichtete, rechtserhebliche „Berührung der Sache“ stattfand, vorausgesetzt, der Schuldner war gerade nicht bereit sie herauszugeben (contravindicatio), und die legis actio sacramento in personam, bei der der Schuldner vor Gericht durch Ansprache mit dem Gläubigerbegehr konfrontiert wurde. In der Legisaktion war nicht der zu verhandelnde Streitgegenstand selbst abgebildet. Die Klage ordnete eher eine kultisch-religiöse „Prozesswette“ (sacramenta) an, die im Laufe ihrer weiteren Entwicklung dann zunehmend säkularisiert wurde. Über Streitgegenstand und Rechtsfolgen wurde mittelbar mitentschieden, was Züge eines Indizienprozesses in sich trug. Allerdings geriet dieser archaische Klagetyp irgendwann ins Abseits, da das Prinzip von Inzidentfeststellungen einer sich zunehmend vom Kaiser gestalteten römischen Wirtschaft kaum mehr gerecht wurde.
Dann entwickelte sich die legis actio per iudicis arbitrive postulationem für Streitigkeiten, die sich aus feierlich versprochenen Gelöbnissen (sponsiones) oder Darlehensgeschäften (certae pecuniae) ergaben. Nach Auskunft Gaius’ war die Klage im Zwölftafelgesetz geregelt. Da neue gesetzliche Regelungen diese Entwicklung begleiteten, wandelte sich auch die Funktion des Richters, der nicht mehr nur iudex mit Richterfunktion, sondern auch arbiter mit Schiedsrichtereigenschaft (Schlichter und Schätzer) war. Von besonderem Belang war diese Doppelfunktion insbesondere bei Teilungsanordnungen, die bei der Auseinandersetzung von Eigentumsverhältnissen erwuchsen. In Abweichung zum vorbeschriebenen Klagetyp, betraf das Urteil die Rechtsfolgen unmittelbar, denn der Beklagte wurde hier zu einer Leistung „verurteilt“. 
Ähnlichen Typs war die legis actio per condictionem, die einen nicht weiter bekannten Anwendungsbereich hatte und durch „jüngere“ Gesetze ins Leben gerufen worden sein soll. Eine lex Silia gewährte sie für Zahlungsklagen, eine lex Calpurnia für die Herausgabe bestimmter Sachen. Den drei kategorial aufgeführten Prozessformen war gemeinsam, dass der Streitinhalt durch bestimmte Worte festgestellt wurde. Die Anzahl der Formeln war sehr begrenzt, da es notwendig war, ihren Inhalt an den Gesetzeswortlaut anzulehnen.
Für das Vollstreckungsverfahren kamen die legis actio per manus iniectionem (Personalarrestierung des Schuldners) und die legis actio per pignoris capionem (Realarrestierung einer dem Schuldner gehörende Sache) zum Einsatz. Im Fall des Personalarrestes fand der Vollstreckungszugriff durch manus iniectio statt, was bedeutet, dass an den im ersten Verfahren verurteilten Schuldner „Hand angelegt“ wurde (Ergreifen, Verhaftung). Die Maßnahme diente dem Zweck der Vorführung beim Gerichtsmagistraten (in iure) und hatte den Charakter einer (in ius vocatio). Da eine dem heutigen Vollstreckungsrecht vergleichbare Anspruchsdurchsetzung „aufgrund Urteils“ nicht existierte, durchlief das Vollstreckungsverfahren den gleichen Modus wie das vorangegangene Urteilsverfahren. Vollstreckung bedeutete – nach erfolglosem Auslösungsangebot des in Ketten Gelegten auf drei Wochenmärkten – Freigabe zur Tötung oder Verkauf trans tiberim. In beiden Verfahren (Streit- und Vollstreckungsverfahren) konnte aber ein Vindex zum Zweck der Auslösung der Schuld gestellt werden. Der Realarrest andererseits vollzog sich nicht vor dem Gerichtsmagistraten, sondern außergerichtlich. Er hatte pfandrechtlichen Charakter, diente allerdings nicht Verwertungszwecken, sondern dem hergebrachten Rachegedanken. Der Gläubiger sollte die Sache als Beute betrachten dürfen. Ursprünglich war der Anwendungsbereich der legis actio per pignoris capionem sehr eng, denn mit ihr wurden lediglich Urteile vollstreckt, die auf die Leistung des Wehrsolds abzielten. Später erweiterte sich ihr Anwendungsbereich auf alle sakralen oder öffentlichen Forderungen gegen Dritte, die einer Pfandsicherung bedurften.

## Spätere Entwicklungen
Im Laufe des 2./1. Jh. v. Chr. wurde das Legisaktionenverfahren mit seinen festen Spruchformeln zunehmend vom Formularprozess verdrängt und von Augustus 17 v. Chr. (mit wenigen Ausnahmen) abgeschafft. In der weiteren Entwicklung der römischen Prozessgeschichte wurde dann auch der Formularprozess wieder abgelöst, denn ab dem 3. Jahrhundert trat sukzessive der Kognitionsprozess in Erscheinung. 342 n. Chr. löste dieser Prozesstyp den Formularprozess dann endgültig ab.